# Seychelldvärguv
Seychelldvärguv (Otus insularis) är en starkt utrotningshotad fågel i familjen ugglor som enbart förekommer på en enda ö i Indiska oceanen.

## Utseende och läten
Seychelldvärguven är en liten (20–22 cm) uggla med örontofsar. Endast en färgform förekommer. Den är gråbrun med rostbrunt på undersidan och kring ansiktsskivan. Fjäderdräkten är vidare kraftigt bandad, streckad och marmorerad. De gula till orangeröda ögonen är förhållandevis stora. Tarser och tår är obefjädrade. Lätet beskrivs i engelsk litteratur som ett vittljudande, raspigt och ihållande "waugh waugh" samt olika varianter på "tok tok".

## Utbredning och status
Fågeln förekommer enbart i höglänta skogar på ön Mahé som hör till Seychellerna. Den är upptagen på internationella naturvårdsunionen IUCN:s röda lista över hotade arter, placerad i kategorin akut hotad. Beståndet är mycket litet, endast uppskattningsvis 200–280 vuxna individer. Den hotas av habitatförstörelse genom exploatering, sjukdomar och påverkan från invasiva arter.